# Daniel Deimann

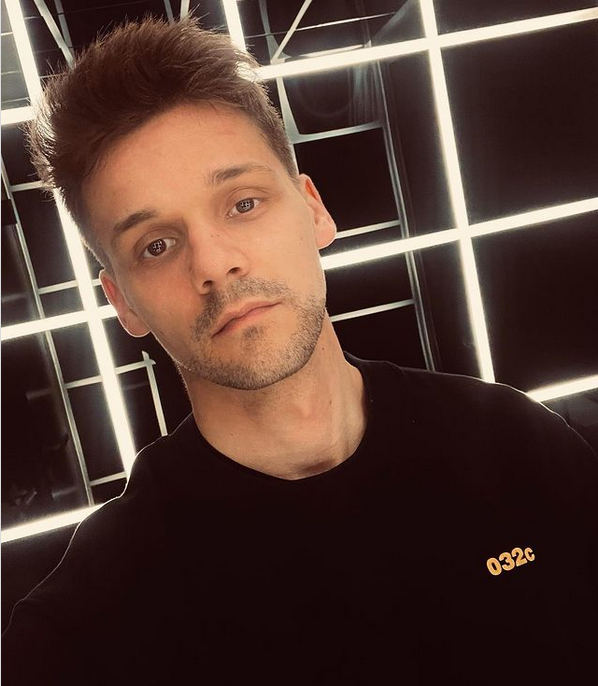
Daniel Deimann (2022)

Daniel Deimann ist ein in Deutschland wirkender Musiker, Musikproduzent und Songwriter, der hauptsächlich im Bereich des Genres House arbeitet.

## Werdegang
Deimann ist als Liedtexter, Komponist und Musikproduzent tätig. Darüber hinaus spielt er Keyboard. Seine erste kommerzielle Produktion erschienen im Jahr 2015, so unter anderem die Autorenbeteiligungen Shine the Light und Two of Us für den Musiker Twho, oder auch Soundwave für den österreichischen DJ Rene Rodrigezz. In den Jahren 2016 und 2017 arbeitete Deimann des Öfteren mit Sven Greiner (DJ Shog) zusammen, aus deren Zusammenarbeit mehrere Titel für das Musikprojekt Dream Dance Alliance hervorgingen.
Im Jahr 2018 startete Deimann die Zusammenarbeit mit dem deutschen Produzententeam Junkx, die bis heute anhält. Aus der Kollaboration ging unter anderem der Titel Fading (Alle Farben feat. Ilira) hervor, mit dem Deimann schließlich der Durchbruch gelang. Die Single erreichte Top-20-Platzierungen in Deutschland, Österreich und der Schweiz und erhielt Plattenauszeichnungen in Österreich, Polen und der Schweiz. Den Schallplattenauszeichnungen zufolge verkaufte sich das Lied über 75.000 Mal. 2019 hatte Deimann mit Walk Away (Alle Farben feat. James Blunt) nochmals einen Charthit als Produzent, danach erreichte er nur noch als Autor die Charts. Seit 2018 feierte er regelmäßig Charterfolge mit Autorenbeteiligungen für Alle Farben, im Jahr 2019 begann er eine regelmäßige Zusammenarbeit mit Robin Schulz und seit 2021 ist er als Autor für Felix Jaehn tätig.
Seine bislang erfolgreichste Veröffentlichung ist die Autorenbeteiligungen In Your Eyes (Robin Schulz feat. Alida) aus dem Jahr 2020. Die Single verkaufte sich knapp eine Million Mal. Er ist überwiegend im Bereich des House tätig, schreibt und produziert aber auch abseits des Genres, wie zum Beispiel Beste Version für die deutsche Pop- und Schlagersängerin Vanessa Mai.

## Autorenbeteiligungen und Produktionen
Daniel Deimann als Autor (A) und Produzent (P) in den Charts

| Jahr | Titel Interpretation                                                 | Höchstplatzierung, Gesamtwochen, AuszeichnungChartplatzierungen (Jahr, Titel, Interpretation, Platzierungen, Wochen, Auszeichnungen, Anmerkungen) | Höchstplatzierung, Gesamtwochen, AuszeichnungChartplatzierungen (Jahr, Titel, Interpretation, Platzierungen, Wochen, Auszeichnungen, Anmerkungen) | Höchstplatzierung, Gesamtwochen, AuszeichnungChartplatzierungen (Jahr, Titel, Interpretation, Platzierungen, Wochen, Auszeichnungen, Anmerkungen) | Anmerkungen                                                  |
| Jahr | Titel Interpretation                                                 | DE | AT | CH | Anmerkungen                                                  |
| ---- | -------------------------------------------------------------------- | --- | --- | --- | ------------------------------------------------------------ |
| 2018 | Fading A, P Alle Farben feat. Ilira                                  | DE16 (27 Wo.)DE | AT16 Gold · (21 Wo.)AT | CH17 Platin · (21 Wo.)CH | Erstveröffentlichung: 2. November 2018 Verkäufe: + 75.000    |
| 2019 | Walk Away P Alle Farben feat. James Blunt                            | DE98 (1 Wo.)DE | — | — | Erstveröffentlichung: 29. März 2019                          |
| 2019 | All This Love A Robin Schulz feat. Harlœ                             | DE24 Gold · (21 Wo.)DE | AT32 Gold · (16 Wo.)AT | CH28 (22 Wo.)CH | Erstveröffentlichung: 3. Mai 2019 Verkäufe: + 240.000        |
| 2020 | In Your Eyes A Robin Schulz feat. Alida                              | DE5 Platin · (37 Wo.)DE | AT3 ×2Doppelplatin · (36 Wo.)AT | CH5 (54 Wo.)CH | Erstveröffentlichung: 10. Januar 2020 Verkäufe: + 970.000    |
| 2020 | Alane A Robin Schulz & Wes                                           | DE6 Gold · (23 Wo.)DE | AT3 Platin · (25 Wo.)AT | CH7 (23 Wo.)CH | Erstveröffentlichung: 19. Juni 2020 Verkäufe: + 350.000      |
| 2020 | Running Back to You A Nico Santos, Martin Jensen & Alle Farben       | DE80 (4 Wo.)DE | — | — | Erstveröffentlichung: 9. Oktober 2020                        |
| 2020 | All We Got A Robin Schulz feat. Kiddo                                | DE5 Platin · (43 Wo.)DE | AT4 Platin · (38 Wo.)AT | CH4 (45 Wo.)CH | Erstveröffentlichung: 16. Oktober 2020 Verkäufe: + 570.000   |
| 2021 | One More Time A Robin Schulz & Felix Jaehn feat. Alida               | DE37 (25 Wo.)DE | AT49 (18 Wo.)AT | CH68 (1 Wo.)CH | Erstveröffentlichung: 26. Februar 2021                       |
| 2021 | Alright A Alle Farben feat. Kiddo                                    | DE37 (21 Wo.)DE | AT39 (16 Wo.)AT | — | Erstveröffentlichung: 17. September 2021                     |
| 2021 | Young Right Now A Robin Schulz feat. Dennis Lloyd                    | DE28 (27 Wo.)DE | AT32 (20 Wo.)AT | CH13 (34 Wo.)CH | Erstveröffentlichung: 12. November 2021 Verkäufe: + 125.000  |
| 2022 | Rain in Ibiza A Felix Jaehn & The Stickmen Project feat. Calum Scott | DE28 Gold · (19 Wo.)DE | AT— GoldAT | — | Erstveröffentlichung: 25. Februar 2022 Verkäufe: + 240.000   |
| 2022 | Do It Better A Felix Jaehn feat. Zoe Wees                            | DE69 (15 Wo.)DE | AT— GoldAT | — | Erstveröffentlichung: 27. Mai 2022 Verkäufe: + 15.000        |
| 2022 | Let It Rain Down A Alle Farben feat. PollyAnna                       | DE78 (1 Wo.)DE | — | — | Erstveröffentlichung: 27. Mai 2022                           |
| 2022 | Call It Love A Felix Jaehn & Ray Dalton                              | DE18 Gold · (45 Wo.)DE | AT19 Platin · (38 Wo.)AT | CH17 (49 Wo.)CH | Erstveröffentlichung: 16. September 2022 Verkäufe: + 300.000 |
| 2023 | I’ll Be There A Robin Schulz feat. Rita Ora & Tiago PZK              | DE52 (3 Wo.)DE | — | — | Erstveröffentlichung: 13. Oktober 2023                       |

## Auszeichnungen für Musikverkäufe
| Goldene Schallplatte - Belgien - 2020: für die Autorenbeteiligung Alane (Robin Schulz & Wes) - 2021: für die Autorenbeteiligung All We Got (Robin Schulz feat. Kiddo) - 2023: für die Autorenbeteiligung Call It Love (Felix Jaehn & Ray Dalton) - Dänemark - 2021: für die Autorenbeteiligung In Your Eyes (Robin Schulz feat. Alida) - Frankreich - 2020: für die Autorenbeteiligung Alane (Robin Schulz & Wes) - 2022: für die Autorenbeteiligung Young Right Now (Robin Schulz & Dennis Lloyd) - Italien - 2021: für die Autorenbeteiligung In Your Eyes (Robin Schulz feat. Alida) - Kanada - 2021: für die Autorenbeteiligung In Your Eyes (Robin Schulz feat. Alida) - Österreich - 2023: für die Autorenbeteiligung I Got a Feeling (Felix Jaehn feat. Robin Schulz & Georgia Ku) - Polen - 2021: für die Autorenbeteiligung All This Love (Robin Schulz feat. Harlœ) - 2022: für die Autorenbeteiligung Rain in Ibiza (Felix Jaehn & The Stickmen Project feat. Calum Scott) - 2022: für die Autorenbeteiligung Young Right Now (Robin Schulz & Dennis Lloyd) | Platin-Schallplatte - Belgien - 2021: für die Autorenbeteiligung In Your Eyes (Robin Schulz feat. Alida) - Frankreich - 2022: für die Autorenbeteiligung In Your Eyes (Robin Schulz feat. Alida) - Italien - 2021: für die Autorenbeteiligung All We Got (Robin Schulz feat. Kiddo) - Polen - 2021: für die Autorenbeteiligung All We Got (Robin Schulz feat. Kiddo) - 2023: für die Autorenbeteiligung Call It Love (Felix Jaehn & Ray Dalton) 2× Platin-Schallplatte - Polen - 2021: für die Autorenbeteiligung/Produktion Fading (Alle Farben feat. Ilira) 3× Platin-Schallplatte - Polen - 2021: für die Autorenbeteiligung In Your Eyes (Robin Schulz feat. Alida) |

Anmerkung: Auszeichnungen in Ländern aus den Charttabellen bzw. Chartboxen sind in ebendiesen zu finden.
| Land/RegionAuszeichnungen für Musikverkäufe (Land/Region, Auszeichnungen, Verkäufe, Quellen) | Gold       | Platin       | Verkäufe  | Quellen           |
| -------------------------------------------------------------------------------------------- | ---------- | ------------ | --------- | ----------------- |
| Belgien (BRMA)                                                                               | 3× Gold3   | 2× Platin2   | 100.000   | ultratop.be       |
| Dänemark (IFPI)                                                                              | Gold1      | —            | 45.000    | ifpi.dk           |
| Deutschland (BVMI)                                                                           | 4× Gold4   | 2× Platin2   | 1.600.000 | musikindustrie.de |
| Frankreich (SNEP)                                                                            | 2× Gold2   | 2× Platin2   | 400.000   | snepmusique.com   |
| Italien (FIMI)                                                                               | Gold1      | Platin1      | 105.000   | fimi.it           |
| Kanada (MC)                                                                                  | Gold1      | —            | 40.000    | musiccanada.com   |
| Österreich (IFPI)                                                                            | 5× Gold5   | 5× Platin5   | 225.000   | ifpi.at           |
| Polen (ZPAV)                                                                                 | 3× Gold3   | 7× Platin7   | 365.000   | olis.pl           |
| Schweiz (IFPI)                                                                               | —          | Platin1      | 20.000    | hitparade.ch      |
| Insgesamt                                                                                    | 20× Gold20 | 20× Platin20 |           |                   |